# Znanost u 1759.
◄◄ | ◄ | 1756. | 1757. | 1758. | 1759.  | 1760. | 1761. | 1762. | ► | ►►
Arhitektura • Astronomija • Biologija • Glazba • Kazalište • Kemija • Kiparstvo • Knjige • Književnost • Kršćanstvo • Medicina • Politika • Pravo • Promet • Slikarstvo • Znanost
Znanost u 1759.

## Svijet

### Događaji
- 15. siječnja: Britanski muzej, tada u Kući Montague u Bloomsburyju, otvoren za javnost. Muzejske zbirke bile su dostupne svima a sam ulazak u muzej bio je besplatan.

## Vanjske poveznice
|  | Zajednički poslužitelj ima još gradiva o temi Znanost u 1759. |